# Félicité (película de 2017)
Félicité es una película senegalesa de 2017 dirigida por Alain Gomis. Fue seleccionada para competir por el Oso de Oro en la sección de competencia principal del 67.º Festival Internacional de Cine de Berlín. En Berlín, la película ganó el premio del Gran Premio del Jurado. En los 2017 Africa Movie Academy Awards, ganó seis premios, que es la cifra más alta de premios para una película en la historia de la ceremonia de premiación, incluyendo las categorías de mejor película, mejor actriz, mejor actor de reparto, mejor edición, mejor banda sonora y mejor película en un idioma africano.
Fue seleccionada como la película senegalesa para la Mejor Película de Habla No Inglesa en los Premios Oscar, siendo la primera película de Senegal en ser enviada a dicha instancia.

## Sinopsis
Félicité se gana la vida cantando en un bar de la capital de la República Democrática del Congo (RDC). Es una mujer valiente, dura y que lucha por no tener que darle explicaciones a nadie. La protagonista trata de escapar de un sistema socioeconómico y cultural que pone obstáculos para la independencia de la mujer en el África subsahariana. Ella pelea su sitio, esquiva a los acosadores y lleva las riendas de su vida como le da la gana. Dejó al padre de su hijo para ser una mujer fuerte aunque perderá el pulso ante el sistema de salud congoleño. Su aguante se desmorona cuando Samo, su hijo, necesita una operación para salvar su pierna tras un percance en motocicleta. Desesperada por conseguir el dinero que permita la actuación médica, Félicité se enfrenta a sí misma y a su orgullo.
En todo bar hay un borracho, un hombre solitario, Tabu es el que cada noche escucha las canciones de Félicité desde la barra. Empinando el codo, hablando más de la cuenta y engatusando a las mujeres para que lo acompañen a la cama. Una mañana de resaca, este manitas aparece para arreglar el frigorífico de Félicité. Ambos personajes chocan fuera del bar, en un marco ajeno pero con las etiquetas de la noche; él es el borracho, ella la cantante.

## Reparto
- Véro Tshanda Beya Mputu como Félicité.
- Gaetan Claudia como Samo.
- Papi Mpaka como Tabu.
- Nadine Ndebo como Hortense.
- Elbas Manuana como Luisant.
- Kasai Allstars como themselves.